# Cymia
Cymia là một chi ốc biển, là động vật thân mềm chân bụng sống ở biển trong họ Muricidae.